# SINGLES (LUNA SEAのアルバム)
SINGLES（シングルス）は、LUNA SEAの初のベスト・アルバム。1997年12月17日発売。
全曲リマスタリング (By George Marino at Sterling Sound N.Y)。
初回生産分のみオリジナル・ミラー抽選プレゼント応募券封入。

## 解説
タイトルにある通り、バンドのこれまでのシングル8作品をカップリング曲も網羅しており、Disc1にはA面、Disc2にはカップリングが収録されている。ただし、「MOTHER (Single Version)」のカップリングである「Dejavu (Live Version)」は未収録。オリジナルアルバムに異なるミックスで収録されていた曲もすべてシングル・ヴァージョンで収録されている。
LUNA SEAの全作品で最大の売上を記録しており、オリコンでは唯一のミリオンセラーを記録している。

## 収録曲
| 全作詞・作曲・編曲: LUNA SEA。 |                               |          |            |      |
| #                              | タイトル                      | 作詞     | 作曲・編曲 | 時間 |
| 1.                             | 「BELIEVE」                   | LUNA SEA | LUNA SEA   | 4:20 |
| 2.                             | 「IN MY DREAM (WITH SHIVER)」 | LUNA SEA | LUNA SEA   | 5:17 |
| 3.                             | 「ROSIER」                    | LUNA SEA | LUNA SEA   | 5:18 |
| 4.                             | 「TRUE BLUE」                 | LUNA SEA | LUNA SEA   | 3:47 |
| 5.                             | 「MOTHER」                    | LUNA SEA | LUNA SEA   | 5:28 |
| 6.                             | 「DESIRE」                    | LUNA SEA | LUNA SEA   | 4:25 |
| 7.                             | 「END OF SORROW」             | LUNA SEA | LUNA SEA   | 4:24 |
| 8.                             | 「IN SILENCE」                | LUNA SEA | LUNA SEA   | 5:35 |
| 合計時間:                      | 合計時間:                     | 38:34    |            |      |

| 全作詞・作曲・編曲: LUNA SEA。 |                    |          |            |      |
| #                              | タイトル           | 作詞     | 作曲・編曲 | 時間 |
| 1.                             | 「Claustrophobia」 | LUNA SEA | LUNA SEA   | 5:39 |
| 2.                             | 「SLAVE」          | LUNA SEA | LUNA SEA   | 3:37 |
| 3.                             | 「RAIN」           | LUNA SEA | LUNA SEA   | 5:36 |
| 4.                             | 「FALLOUT」        | LUNA SEA | LUNA SEA   | 7:01 |
| 5.                             | 「LUV U」          | LUNA SEA | LUNA SEA   | 5:27 |
| 6.                             | 「TWICE」          | LUNA SEA | LUNA SEA   | 6:20 |
| 7.                             | 「Ray」            | LUNA SEA | LUNA SEA   | 7:33 |
| 合計時間:                      | 合計時間:          | 41:13    |            |      |

### 楽曲解説

#### Disc1
1. BELIEVE
1stシングル。シングルバージョンはアルバム初収録だが、MVと同じくSEから始まるテイクが採用された。
以降のベストアルバムにもこのテイクで収録された。
2. IN MY DREAM (WITH SHIVER)
2ndシングル。シングルバージョンはアルバム初収録。
3. ROSIER
3rdシングル。シングルバージョンはアルバム初収録。
4. TRUE BLUE
4thシングル。
5. MOTHER
5thシングル。シングルバージョンはアルバム初収録。
6. DESIRE
6thシングル。
7. END OF SORROW
7thシングル。シングルバージョンはアルバム初収録。
8. IN SILENCE
8thシングル。

#### Disc2
1. Claustrophobia
1stシングル「BELIEVE」カップリング曲。アルバム初収録。
2. SLAVE
2ndシングル「IN MY DREAM (WITH SHIVER)」カップリング曲。アルバム初収録だが、シングル収録版、ベストアルバム『LUNA SEA COMPLETE BEST』収録版とは僅かに異なり、曲の出だしに音量は小さいがSEが追加され、また曲の余韻が僅かに長い。
3. RAIN
3rdシングル「ROSIER」カップリング曲。アルバム初収録。
4. FALLOUT
4thシングル「TRUE BLUE」カップリング曲。アルバム初収録。
5. LUV U
6thシングル「DESIRE」カップリング曲。シングルバージョンはアルバム初収録。
6. TWICE
7thシングル「END OF SORROW」カップリング曲。アルバム初収録。
7. Ray
8thシングル「IN SILENCE」カップリング曲。アルバム初収録。